# Aritana Maroni
Aritana Vaccari Maroni (São Paulo, 16 de novembro de 1978) é uma empresária e cozinheira brasileira.

## Biografia
Aritana é a primogênita da família Maroni, formada ainda por três homens: Aruã, Aratã e Acauã. Os nomes foram inspirados na telenovela Aritana, exibida pela Rede Tupi em 1978. "Aritana na novela era um personagem homem. Mas, na língua indígena, o nome significava ser guerreiro, ter poder. Eu usei para batizar minha primeira filha", contou Oscar Maroni.

## Vida pessoal
Aritana foi casada com Paulo Rogério dos Santos de 2005 a 2020 e, possui um casal de filhos, Igor, nascido em novembro de 2005, e Manuela, nascida em agosto de 2008. Em 2024, fez uma declaração afirmando ser uma pessoa pansexual.

## Programas de televisão
| Ano  | Programa               | Resultado                  | Ref.                |
| ---- | ---------------------- | -------------------------- | ------------------- |
| 2015 | MasterChef Brasil 2    | Participante (8º lugar)    | [ 7 ] [ 8 ]         |
| 2017 | A Fazenda: Nova Chance | Participante (10º lugar)   | [ 9 ] [ 10 ] [ 11 ] |
| 2018 | Power Couple Brasil 3  | Participante (Vice-campeã) | [ 12 ] [ 13 ]       |
| 2019 | Troca de Esposas       | Participante               | [ 14 ]              |
| 2022 | Cozinhe se Puder       | Participante (3º lugar)    | [ 15 ]              |

### MasterChef Brasil
Apaixonada por gastronomia, ela sempre ajudou sua avó na cozinha quando seus pais viajavam e tinha que cuidar de seus irmãos. Conhece bastante de carne já que seu pai cria gado para corte. Em 2015, entrou para a segunda temporada do talent show culinário MasterChef Brasil, sendo a décima segunda eliminada num desafio que ficou entre ela e Izabel Alvares, mais tarde vencedora da edição.

### A Fazenda
Em 2017, entrou para a nona temporada do reality show rural A Fazenda, o mesmo em que seu pai participou em 2014. Aritana foi a sétima eliminada no 52.º dia de confinamento. A roça foi recorde de votos do programa, onde Aritana obteve 41,89% dos votos para ficar mas acabou sendo eliminada por Flávia Viana, mais tarde vencedora da edição.

### Power Couple Brasil
Participou ao lado do então marido Paulo Rogério dos Santos, com quem foi casada por 15 anos (de 2005 a 2020), da terceira temporada do reality show Power Couple Brasil. Aritana e Paulo acumularam 614 mil reais ao longo do programa e acabaram sendo os vice campeões no 66.º dia de confinamento. Chegaram a final do programa, sem passar por nenhuma D.R e obtiveram 39,02% dos votos para vencer, porém foram derrotados por Tati Minerato & Marcelo Galático, os vencedores da edição.

### Troca de Esposas
Em fevereiro de 2019 participou da primeira temporada do Troca de Esposas. O episódio de Aritana foi polêmico; carnívora assumida e dona de um frigorífico, acabou indo para uma família vegana em Itatiba, interior de São Paulo. Ao longos dos sete dias em sua nova casa em um determinado momento ela chegou a ser proibida de entrar com produtos animais dentro da casa e acabou assando carne e se alimentando do lado de fora sentada em um tijolo e comendo em um banquinho.